# Treskow-Höfe

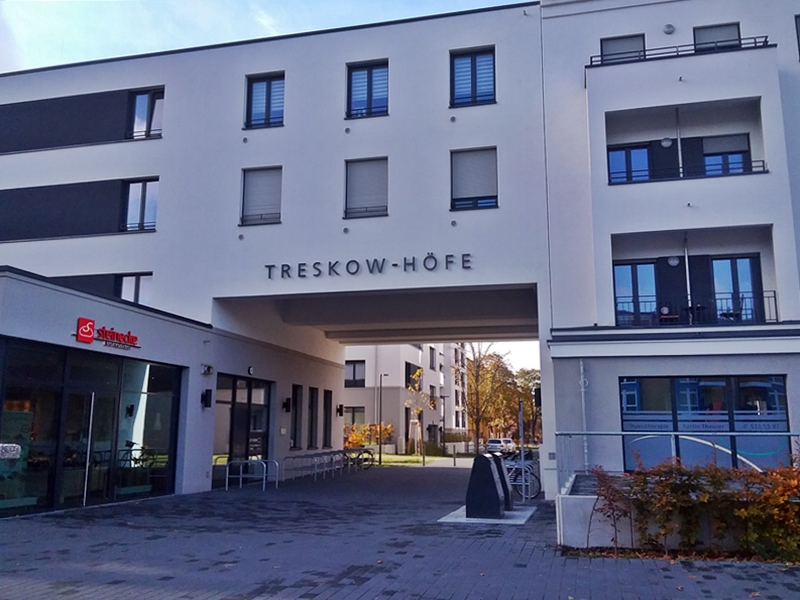
Treskow-Höfe

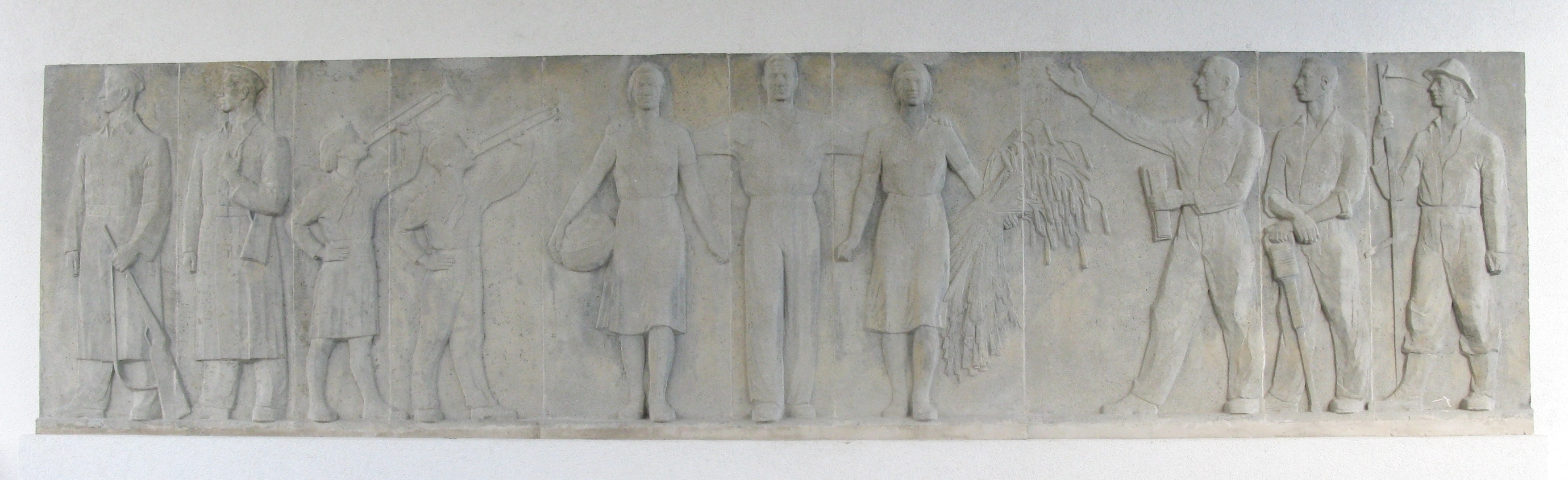
Relief im Zugang zu den Treskow-Höfen

Die Treskow-Höfe sind ein Wohnquartier der HOWOGE im Berliner Ortsteil Karlshorst des Bezirks Lichtenberg zwischen Treskowallee, Hönower Straße, Cäsarstraße und Römerweg.

## Geschichte
Auf dem Gelände befanden sich seit Mitte der 1950er Jahre Studentenwohnheime der Hochschule für Ökonomie. Sie standen seit 1995 leer und wurden 2013 abgerissen. Zwischen Mai 2013 und Sommer 2015 entstanden auf dem knapp 27.000 Quadratmeter großen Areal die Treskow-Höfe mit 414 Mietwohnungen, einer Kita mit 90 Plätzen, zwei Senioren-Wohngemeinschaften mit 23 Apartments und sieben Gewerbeeinheiten. Das Projekt wurde im Jahr 2016 mit dem Deutschen Bauherrenpreis ausgezeichnet.